# Betty de Courcy Ireland
Pour les articles homonymes, voir Courcy.
Betty de Courcy Ireland (25 mai 1911-24 décembre 1999) est une militante socialiste et anti-guerre. Elle a été décrite par son mari, John de Courcy Ireland, comme la « véritable inspiration » de toutes « les aventures, les campagnes et les voyages » de sa vie,. 

## Biographie
Betty de Courcy Ireland naît le 25 mai 1911 à Hitchin dans le comté de Hertfordshire en Angleterre. Elle est la plus jeune des quatre filles d'un architecte, Philip Haigh, et de Victoria Alice Haigh (née Brunker), originaire de Dublin. Elle fréquente le Cheltenham College puis une école en Suisse. Elle va ensuite dans une école de restauration et aide sa sœur à exploiter un restaurant sur Cornmarket Street à Oxford, connu sous le nom the Irish cafe. Elle y rencontre John de Courcy Ireland, étudiant à Oxford, au début des années 1930. Il était allé au café pour se laver après avoir fait du canoë sur les canaux d'Oxford et de la Tamise à Bath et la Severn. Ils se marient en 1932. 
Après la remise des diplômes de son mari, le couple déménage à Manchester, où il est professeur à Bury de 1934 à 1937. Pendant leur séjour, ils se sont impliqués dans des organisations locales, notamment la Ligue gaélique et la China Relief Society. De Courcy Ireland reçoit une formation paramédicale de l'Ambulance Saint-Jean et de la Croix-Rouge, et en 1936, elle se porte volontaire dans le cadre d'une équipe médicale pour se rendre à Barcelone avec les brigades internationales républicaines pendant la guerre civile espagnole. À cette époque, elle remet des fonds pour l'aide médicale aux combattants blessés qui avaient été collectés par les syndicalistes de Manchester. Elle est déjà connue pour ses prises de parole en public dans le nord de l'Angleterre ; à son retour, elle parle à un certain nombre de réunions publiques sur la guerre civile espagnole. Elle a également représenté le Parti travailliste aux élections du conseil municipal de Manchester en 1938,. 
Le couple déménage en Irlande en 1938, lorsque John est chargé d'écrire un livre sur la frontière nord-irlandaise (une commission annulée après le déclenchement de la Seconde Guerre mondiale). Ils vivent d'abord dans les îles d'Aran pour améliorer leur irlandais, puis ils déménagent à Muff, dans le comté de Donegal. En raison des activités de John avec l'opposition des syndicats à la construction navale britannique et américaine sur Lough Foyle en tant que membre des forces de sécurité locales irlandaises, il est licencié et le couple déménage à Dublin lorsqu'il prend un poste de professeur d'histoire à la St Patrick's Cathedral Grammar School. Les deux De Courcy Irelands s'identifient à la politique du socialisme libertaire de James Larkin et sont des membres ardents du Parti travailliste irlandais. La famille déménage à Drogheda, Bandon, Dún Laoghaire et Blackrock pour les postes d'enseignement de John. Ils ont eu un fils et deux filles. Ils s'installent finalement dans un bungalow qu'ils nomment « Caprera » sur Grosvenor Terrace, Sorrento Road à Dalkey,. 
Le couple rejoint l'église unitarienne St Stephen's Green à Dublin en 1953, et continue à soutenir activement la Croix-Rouge. Elle se présente aux élections de l'arrondissement de Dún Laoghaire en 1955 sans succès en tant que candidat travailliste. Elle participe aux deux premières marches de la Campagne pour le désarmement nucléaire (CND) à Aldermaston, Berkshire de 1958 à 1959, et a fondé la branche irlandaise de CND qui en était la secrétaire. 
Elle meurt le 24 décembre 1999. Le CND irlandais lui érige une plaque au People's Park, Dún Laoghaire en 2002 en son honneur ainsi que celui de John,.